# Saint-Plantaire
Saint-Plantaire és un municipi francès, situat al departament de l'Indre i a la regió de Centre – Vall del Loira. L'any 2007 tenia 552 habitants.

## Demografia

### Població
El 2007 la població de fet de Saint-Plantaire era de 552 persones. Hi havia 264 famílies, de les quals 88 eren unipersonals (36 homes vivint sols i 52 dones vivint soles), 120 parelles sense fills, 44 parelles amb fills i 12 famílies monoparentals amb fills.
La població ha evolucionat segons el següent gràfic:
Habitants censats

### Habitatges
El 2007 hi havia 536 habitatges, 269 eren l'habitatge principal de la família, 214 eren segones residències i 53 estaven desocupats. 502 eren cases i 22 eren apartaments. Dels 269 habitatges principals, 218 estaven ocupats pels seus propietaris, 24 estaven llogats i ocupats pels llogaters i 27 estaven cedits a títol gratuït; 4 tenien una cambra, 26 en tenien dues, 48 en tenien tres, 70 en tenien quatre i 121 en tenien cinc o més. 225 habitatges disposaven pel capbaix d'una plaça de pàrquing. A 142 habitatges hi havia un automòbil i a 85 n'hi havia dos o més.

### Piràmide de població
La piràmide de població per edats i sexe el 2009 era:
| Homes | Edats   | Dones |
| ----- | ------- | ----- |
| 0     | 95 o +  | 0     |
| 0     | 90 a 94 | 0     |
| 16    | 85 a 89 | 16    |
| 8     | 80 a 84 | 12    |
| 28    | 75 a 79 | 32    |
| 44    | 70 a 74 | 20    |
| 16    | 65 a 69 | 20    |
| 16    | 60 a 64 | 20    |
| 20    | 55 a 59 | 16    |
| 20    | 50 a 54 | 4     |
| 4     | 45 a 49 | 8     |
| 28    | 40 a 44 | 12    |
| 32    | 35 a 39 | 16    |
| 12    | 30 a 34 | 16    |
| 0     | 25 a 29 | 0     |
| 8     | 20 a 24 | 4     |
| 12    | 15 a 19 | 8     |
| 4     | 10 a 14 | 24    |
| 8     | 5 a 9   | 4     |
| 4     | 0 a 4   | 8     |

## Economia
El 2007 la població en edat de treballar era de 301 persones, 187 eren actives i 114 eren inactives. De les 187 persones actives 169 estaven ocupades (104 homes i 65 dones) i 18 estaven aturades (5 homes i 13 dones). De les 114 persones inactives 64 estaven jubilades, 13 estaven estudiant i 37 estaven classificades com a «altres inactius».

### Ingressos
El 2009 a Saint-Plantaire hi havia 253 unitats fiscals que integraven 506,5 persones, la mediana anual d'ingressos fiscals per persona era de 13.791 €.

### Activitats econòmiques
Dels 17 establiments que hi havia el 2007, 1 era d'una empresa alimentària, 3 d'empreses de fabricació d'altres productes industrials, 2 d'empreses de construcció, 2 d'empreses de comerç i reparació d'automòbils, 5 d'empreses d'hostatgeria i restauració, 3 d'empreses de serveis i 1 d'una empresa classificada com a «altres activitats de serveis».
Dels 4 establiments de servei als particulars que hi havia el 2009, 1 era un taller de reparació d'automòbils i de material agrícola, 1 lampisteria, 1 electricista i 1 restaurant.
L'únic establiment comercial que hi havia el 2009 era una fleca.
L'any 2000 a Saint-Plantaire hi havia 47 explotacions agrícoles que ocupaven un total de 2.211 hectàrees.

## Poblacions més properes
El següent diagrama mostra les poblacions més properes.